# Анжелік Віджайя
Анжелік Віджайя (нар. 12 грудня 1984) — колишня індонезійська тенісистка.
Найвищу одиночну позицію світового рейтингу — 55 місце досягла 31 березня 2003, парну — 15 місце — 2 лютого 2004 року.
Здобула 2 одиночні та 2 парні титули.
Найвищим досягненням на турнірах Великого шолома були чвертьфінали в парному та змішаному парному розрядах.
Завершила кар'єру 2008 року.

## Фінали турнірів WTA

### Одиночний розряд: 2 (2 перемоги)
| Легенда                           | Легенда |
| --------------------------------- | ------- |
| Великий шлем (0)                  |         |
| Чемпіонати WTA (0)                |         |
| Tier I (0)                        |         |
| Tier II (0)                       |         |
| Tier III (1)                      |         |
| Турніри IV-ї та V-ї категорій (1) |         |

| Фінали за покриттям |
| ------------------- |
| Тверде (2–0)        |
| Ґрунт (0–0)         |
| Трава (0–0)         |
| Килим (0–0)         |

| Результат | W–L | Дата              | Турнір                                      | Покриття | Суперниця        | Рахунок            |
| --------- | --- | ----------------- | ------------------------------------------- | -------- | ---------------- | ------------------ |
| Перемога  | 1–0 | 30 вересня 2001   | Commonwealth Bank Tennis Classic, Індонезія | Тверде   | Йоаннетта Крюгер | 7–6(7–2), 7–6(7–4) |
| Перемога  | 2–0 | 10 листопада 2002 | Pattaya Women's Open, Таїланд               | Тверде   | Чо Юн Чон        | 6–2, 6–4           |

### Парний розряд: 6 (2–4)
| Легенда                           | Легенда |
| --------------------------------- | ------- |
| Великий шлем (0)                  |         |
| Чемпіонати WTA (0)                |         |
| Tier I (1)                        |         |
| Tier II (0)                       |         |
| Tier III (5)                      |         |
| Турніри IV-ї та V-ї категорій (0) |         |

| Фінали за покриттям |
| ------------------- |
| Тверде (1–3)        |
| Ґрунт (1–1)         |
| Трава (0–0)         |
| Килим (0–0)         |

| Результат | W–L | Дата             | Турнір                                      | Покриття | Партнерка          | Суперниці                              | Рахунок       |
| --------- | --- | ---------------- | ------------------------------------------- | -------- | ------------------ | -------------------------------------- | ------------- |
| Перемога  | 1–0 | 29 квітня 2002   | Croatian Bol Ladies Open, Хорватія          | Ґрунт    | Татьяна Гарбін     | Олена Бовіна Генрієта Надьова          | 7–5, 3–6, 6–4 |
| Поразка   | 1–1 | 10 лютого 2003   | Qatar Ladies Open, Катар                    | Тверде   | Марія Венто-Кабчі  | Вінне Пракуся Джанет Лі                | 1–6, 3–6      |
| Поразка   | 1–2 | 19 травня 2003   | Madrid Open, Іспанія                        | Ґрунт    | Ріта Гранде        | Лізель Губер Джилл Крейбас             | 4–6, 6–7(6–8) |
| Поразка   | 1–3 | 11 серпня 2003   | Мастерс Канада, Канада                      | Тверде   | Марія Венто-Kabchi | Мартіна Навратілова Світлана Кузнецова | 6–3, 1–6, 1–6 |
| Перемога  | 2–3 | 8 вересня 2003   | Commonwealth Bank Tennis Classic, Індонезія | Тверде   | Марія Венто-Kabchi | Ніколь Пратт Емілі Луа                 | 7–5, 6–2      |
| Поразка   | 2–4 | 3 листопада 2003 | Pattaya Women's Open, Таїланд               | Тверде   | Вінне Пракуся      | Сунь Тяньтянь Лі Тін                   | 4–6, 3–6      |

## Фінали ITF

### Одиночний розряд: 2 (1–1)
| Легенда          |
| ---------------- |
| турніри $100,000 |
| турніри $75,000  |
| турніри $50,000  |
| турніри $25,000  |
| турніри $10,000  |

| Фінали за покриттям |
| ------------------- |
| Тверде (1–1)        |
| Ґрунт (0–0)         |
| Трава (0–0)         |
| Килим (0–0)         |

| Результат | W–L | Дата     | Турнір                  | Рівень | Покриття | Суперниця     | Рахунок       |
| --------- | --- | -------- | ----------------------- | ------ | -------- | ------------- | ------------- |
| Поразка   | 0–1 | Сер 2001 | ITF Нонтхабурі, Таїланд | 10,000 | Тверде   | Сє Шувей      | 6–7(4–7), 2–6 |
| Перемога  | 1–1 | Кві 2002 | ITF Дубай, ОАЕ          | 75,000 | Тверде   | Асагое Сінобу | 7–6(7–4), 6–2 |

### Парний розряд: 8 (6–2)
| Легенда          |
| ---------------- |
| турніри $100,000 |
| турніри $75,000  |
| турніри $50,000  |
| турніри $25,000  |
| турніри $10,000  |

| Фінали за покриттям |
| ------------------- |
| Тверде (6–1)        |
| Ґрунт (0–1)         |
| Трава (0–0)         |
| Килим (0–0)         |

| Результат | W–L | Дата     | Турнір                  | Рівень | Покриття | Партнерка          | Суперниці                                | Рахунок                 |
| --------- | --- | -------- | ----------------------- | ------ | -------- | ------------------ | ---------------------------------------- | ----------------------- |
| Перемога  | 1–0 | Лис 2000 | ITF Джакарта, Індонезія | 10,000 | Тверде   | Ліза Андріяні      | Kim Jin-hee Чхе Кйон І                   | 2–4, 5–3, 4–2, 0–4, 4–0 |
| Перемога  | 2–0 | Лис 2000 | ITF Бандунґ, Індонезія  | 10,000 | Тверде   | Ліза Андріяні      | Рушмі Чакравартхі Сай Джаялакшмі Джаярам | 4–1, 4–2, 4–0           |
| Перемога  | 3–0 | Бер 2001 | ITF Гаосюн, Тайвань     | 10,000 | Тверде   | Деа Сумантрі       | Kim Jin-hee Чхе Кйон І                   | 6–3, 6–2                |
| Перемога  | 4–0 | Сер 2001 | ITF Нонтхабурі, Таїланд | 10,000 | Тверде   | Романа Теджакусума | Kim Jin-hee Chae Kyung-yee               | 4–6, 6–3, 7–5           |
| Поразка   | 4–1 | Кві 2002 | ITF Дубай, ОАЕ          | 75,000 | Тверде   | Бахія Мухтассен    | Седа Норландер Кірстін Фрає              | 2–6, 4–6                |
| Перемога  | 5–1 | Лис 2006 | ITF Джакарта, Індонезія | 25,000 | Тверде   | Романа Теджакусума | Kim Hea-mi Таґуті Кейко                  | w/o                     |
| Поразка   | 5–2 | Лис 2007 | ITF Пуне, Індія         | 25,000 | Ґрунт    | Вінне Пракуся      | Чжан Лін Варатчая Вонгтінчай             | 6–1, 5–7, [5–10]        |
| Перемога  | 6–2 | Сер 2008 | ITF Джакарта, Індонезія | 10,000 | Тверде   | Ліза Андріяні      | Kim Jin-hee Чень Ї                       | 6–3, 6–1                |

## Юніорські фінали турнірів Великого шолома

### Одиночний розряд: 2 (2 перемоги)
| Результат | Рік  | Турнір                               | Покриття | Суперниця      | Рахунок       |
| --------- | ---- | ------------------------------------ | -------- | -------------- | ------------- |
| Перемога  | 2001 | Вімблдонський турнір                 | Трава    | Дінара Сафіна  | 6–4, 0–6, 7–5 |
| Перемога  | 2002 | Відкритий чемпіонат Франції з тенісу | Ґрунт    | Ешлі Гарклроуд | 3–6, 6–1, 6–4 |

### Парний розряд: 1 (1 перемога)
| Результат | Рік  | Турнір                                 | Покриття | Партнерка    | Суперниці                      | Рахунок       |
| --------- | ---- | -------------------------------------- | -------- | ------------ | ------------------------------ | ------------- |
| Перемога  | 2002 | Відкритий чемпіонат Австралії з тенісу | Тверде   | Хісела Дулко | Світлана Кузнецова Матея Межак | 6–2, 5–7, 6–4 |

## Фінали юніорських турнірів ITF

### Одиночний розряд: 10 (8–2)
| Легенда      |
| ------------ |
| Категорія GA |
| Категорія G1 |
| Категорія G2 |
| Категорія G3 |
| Категорія G4 |
| Категорія G5 |

| Фінали за покриттям |
| ------------------- |
| Тверде (4–1)        |
| Ґрунт (1–1)         |
| Трава (3–0)         |
| Килим (0–0)         |

| Результат | W–L | Дата     | Турнір                                      | Рівень | Покриття | Суперниця      | Рахунок       |
| --------- | --- | -------- | ------------------------------------------- | ------ | -------- | -------------- | ------------- |
| Перемога  | 1–0 | Бер 2000 | Індонезія International Junior              | G3     | Тверде   | Деа Сумантрі   | 4–6, 6–4, 6–2 |
| Перемога  | 2–0 | Кві 2000 | ITF Маніла, Філіппіни                       | G2     | Тверде   | Ніколь Кріз    | 6–4, 6–4      |
| Перемога  | 3–0 | Бер 2001 | Сінгапур International Junior               | G2     | Тверде   | Сє Шувей       | 6–4, 3–6, 6–1 |
| Перемога  | 4–0 | Кві 2001 | Таїланд Open Junior Championships           | G2     | Тверде   | Чжуан Цзяжун   | 6–1, 6–3      |
| Поразка   | 4–1 | Кві 2001 | ITF Маніла, Філіппіни                       | G2     | Тверде   | Сє Шувей       | 6–7, 6–4, 1–6 |
| Перемога  | 5–1 | Кві 2001 | Відкритий чемпіонат Японії Junior           | G1     | Трава    | Сє Шувей       | 6–4, 6–7, 6–1 |
| Поразка   | 5–2 | Чер 2001 | Astrid Bowl, Бельгія                        | G1     | Ґрунт    | Ешлі Гарклроуд | 0–6, 1–6      |
| Перемога  | 6–2 | Чер 2001 | LTA International Junior, Велика Британія   | G2     | Трава    | Саманта Стосур | 6–4, 6–1      |
| Перемога  | 7–2 | Лип 2001 | Вімблдонський турнір Junior                 | GA     | Трава    | Дінара Сафіна  | 6–4, 0–6, 7–5 |
| Перемога  | 8–2 | Чер 2002 | Відкритий чемпіонат Франції з тенісу Junior | GA     | Ґрунт    | Ешлі Гарклроуд | 3–6, 6–1, 6–4 |

### Парний розряд: 17 (4–2)
| Легенда      |
| ------------ |
| Категорія GA |
| Категорія G1 |
| Категорія G2 |
| Категорія G3 |
| Категорія G4 |
| Категорія G5 |

| Фінали за покриттям |
| ------------------- |
| Тверде (4–1)        |
| Ґрунт (0–1)         |
| Трава (0–1)         |
| Килим (0–0)         |

| Результат | W–L | Дата     | Турнір                            | Рівень | Покриття | Партнерка                | Суперниці                                 | Рахунок  |
| --------- | --- | -------- | --------------------------------- | ------ | -------- | ------------------------ | ----------------------------------------- | -------- |
| Перемога  | 0–1 | Вер 2001 | Індонезія International Junior    | G3     | Тверде   | Нураені Батубара         | Ніколь Ренкен Наташа Ван Дер Мерве        | w/o      |
| Перемога  | 0–1 | Вер 2001 | Малайзія International Junior     | G3     | Тверде   | Нураені Батубара         | Саманта Стосур Тіффані Велфорд            | 6–3, 6–0 |
| Перемога  | 0–1 | Вер 2001 | Індонезія International Junior    | G3     | Тверде   | Нураені Батубара         | Каорі Аояма Куміко Їдзіма                 | 7–5, 6–2 |
| Перемога  | 0–1 | Вер 2001 | Індонезія International Junior    | G3     | Тверде   | Деа Сумантрі             | Куміко Їдзіма Томоко Йонемура             | 7–5, 6–4 |
| Перемога  | 0–1 | Вер 2001 | Малайзія International Junior     | G3     | Тверде   | Деа Сумантрі             | Макі Арай Масайо Хосокава                 | 7–5, 6–4 |
| Перемога  | 0–1 | Вер 2001 | ITF Маніла, Філіппіни             | G1     | Тверде   | Деа Сумантрі             | Олена Балтача Джейн О'Доног'ю             | 2–6, 3–6 |
| Перемога  | 0–1 | Вер 2001 | Таїланд Open Junior Championships | G1     | Тверде   | Чжуан Цзяжун             | Ніколь Кріз Дороттья Магаш                | 2–6, 3–6 |
| Перемога  | 0–1 | Вер 2001 | LTA International Junior          | G1     | Тверде   | Мелісса Торрес-Сандоваль | Крістіна Горіатопулос Бетані Маттек-Сендс | 2–6, 3–6 |
| Перемога  | 0–1 | Вер 2001 | Canadian Open Junior              | G1     | Тверде   | Несса Етьєнн             | Чжуан Цзяжун Пен Шуай                     | 2–6, 3–6 |

## Гра за національну збірну

### Мультиспортивні змагання

#### Парний розряд: 1 (1 срібна)
| Результат | Дата     | Турнір               | Покриття | Партнерка     | Суперниці             | Рахунок       |
| --------- | -------- | -------------------- | -------- | ------------- | --------------------- | ------------- |
| Срібло    | Жов 2002 | Азійські ігри, Busan | Тверде   | Вінне Пракуся | Кім Мі Ок Чхой Йон Ча | 6–7, 6–1, 3–6 |

#### Збірна: 2 (1 золота, 1 срібна)
| Результат | Дата     | Турнір                                   | Покриття | Пара      | Партнерка                                       | Збірна суперниць | Суперниці                                                                 | Рахунок |
| --------- | -------- | ---------------------------------------- | -------- | --------- | ----------------------------------------------- | ---------------- | ------------------------------------------------------------------------- | ------- |
| Золото    | Жов 2002 | Азійські ігри, Busan                     | Тверде   | Індонезія | Ліза Андріяні Вукірасіх Савондарі Вінне Пракуся | Японія           | Міхо Саекі Обата Саорі Асагое Сінобу Юка Йосіда                           | 2–1     |
| Срібло    | Гру 2007 | Southeast Asian Games, Nakhon Ratchasima | Тверде   | Індонезія | Романа Теджакусума Санді Гумуля Вінне Пракуся   | Таїланд          | Напапорн Тонгсалі Нудніда Луангам Сучанун Віратпрасерт Тамарін Танасугарн | 1–2     |

## Досягнення
| W | Ф | ПФ | ЧФ | #Р | КТ | К# | DNQ | A | NH |

### Одиночний розряд
| Турніри Великого шолома                |          |      |          |          |          |       |          |          |         |
| Відкритий чемпіонат Австралії з тенісу |          |      |          | LQ       | 1р       | 1р    |          |          | 0–2     |
| Відкритий чемпіонат Франції з тенісу   |          |      |          | 2р       | 1р       | LQ    |          |          | 1–2     |
| Вімблдонський турнір                   |          |      |          | 2р       | 2р       | 1р    |          |          | 2–3     |
| Відкритий чемпіонат США з тенісу       |          |      |          | 2р       | 1р       | 1р    |          |          | 1–3     |
| Grand Slam W–L                         | 0–0      | 0–0  | 0–0      | 3–3      | 1–4      | 0–3   | 0–0      | 0–0      | 4–10    |
| Олімпійські Ігри                       |          |      |          |          |          |       |          |          |         |
| Теніс на Олімпійських іграх            | Not Held | A    | Not Held | Not Held | Not Held | 2р    | Not Held | Not Held | 1–1     |
| Загальна статистика                    |          |      |          |          |          |       |          |          |         |
| Tournaments won1                       | 0        | 0    | 1        | 2        | 0        | 0     | 0        | 0        | 3       |
| Разом W–L1                             | 2–2      | 10–6 | 16–7     | 27–14    | 18–25    | 18–13 | 0–0      | 27–18    | 118–852 |
| Перемога %                             | 50 %     | 62 % | 70 %     | 66 %     | 42 %     | 58 %  | N/A      | 60 %     | 58 %    |
| Рейтинг на кінець року                 | Unknown  | 709  | 148      | 69       | 95       | 135   | N/A      | 228      | N/A     |

- 1 Includes ITF турніри.

### Парний розряд
| Турніри Великого шолома                |          |      |          |          |          |      |          |          |          |       |          |
| Відкритий чемпіонат Австралії з тенісу |          |      |          |          | 1р       | ЧФ   |          |          |          |       | 3–2      |
| Відкритий чемпіонат Франції з тенісу   |          |      |          | 3р       | 2р       | 1р   |          |          |          |       | 3–3      |
| Вімблдонський турнір                   |          |      |          | 1р       | ЧФ       | ЧФ   |          |          |          |       | 6–3      |
| Відкритий чемпіонат США з тенісу       |          |      |          | 1р       | ЧФ       | 1р   |          |          |          |       | 3–3      |
| Grand Slam W–L                         | —        | —    | —        | 2–3      | 7–4      | 6–4  | —        | —        | —        | —     | 15–11    |
| Олімпійські Ігри                       |          |      |          |          |          |      |          |          |          |       |          |
| Теніс на Олімпійських іграх            | Not Held | A    | Not Held | Not Held | Not Held | 1р   | Not Held | Not Held | Not Held | A     | 0–1      |
| Загальна статистика                    |          |      |          |          |          |      |          |          |          |       |          |
| Tournaments won1                       | 0        | 2    | 2        | 1        | 1        | 0    | 0        | 1        | 0        | 1     | 8        |
| Разом W–L1                             | 1–2      | 10–3 | 10–4     | 13–12    | 36–23    | 9–12 | 0–0      | 17–11    | 3–2      | 4–0   | 105–69 2 |
| Перемога %                             | 33 %     | 70 % | 71 %     | 52 %     | 61 %     | 43 % | N/A      | 61 %     | 60 %     | 100 % | 60 %     |
| Рейтинг на кінець року                 | –        | 607  | 290      | 82       | 18       | 73   | –        | 102      | –        | –     | N/A      |

- 1 Враховуючи турніри ITF.

### Мікст
| Турнір                                 | 2004 | Career W–L |
| -------------------------------------- | ---- | ---------- |
| Відкритий чемпіонат Австралії з тенісу | 2р   | 1–1        |
| Відкритий чемпіонат Франції з тенісу   | ЧФ   | 2–1        |
| Вімблдонський турнір                   | 1р   | 0–1        |
| Відкритий чемпіонат США з тенісу       | 2р   | 0–1        |
| В-П                                    | 3–4  | 3–4        |